# David G Cooper
David G. Cooper (Ciutat del Cap, 1931 - París, 1986) va ser un psiquiatre sud-africà, teòric i líder de l'antipsiquiatria juntament amb R. Sr. Laing, Thomas Szasz i Michel Foucault. Va esmenar el terme "antipsiquiatria", posicionant-se en contra dels mètodes ortodoxos de la psiquiatria del seu temps.

## Biografia
Es va graduar a la Universitat de Ciudad del Cap el 1955. Es va traslladar a Londres, on va treballar en diversos hospitals, va dirigir una unitat especial per a joves esquizofrènics anomenada Vila 21. Amb Laing i altres col·laboradors, va fundar l'Associació Filadèlfia basada en un marxisme existencialista. Va deixar l'associació en la dècada del 1970 quan les seves inquietuds espirituals van començar a desplaçar les polítiques.
Va ser director de l'Institut d'Estudis Fenomenològics, i coordinador del congrés de la Dialèctica de l'alliberament, celebrat a Londres, en el Roundhouse de Chalk Farm des del 15 al 30 de juliol de 1967.
Cooper pensava que la bogeria i la psicosi eren producte de la societat, i que la seva solució veritable passava per una revolució. Amb aquesta finalitat va viatjar a l'Argentina, un país que veia com potencialment revolucionari. Més endavant, va tornar a Anglaterra durant una temporada, i després es va establir a França, on va viure la resta de la seva vida.

## Obres
Els assaigs més importants de Cooper són:
- Reason and Violence: a decade of Sartre's philosophy, Tavistock (1964) – coautor R. D. Laing
- Psychiatry and Anti-Psychiatry (Ed.), Paladin (1967)
- The Dialectics of Liberation (Ed.), Penguin (1968)
- The Death of the Family, Penguin (1971)
- Grammar of Living, Penguin (1974)
- The Language of Madness, Penguin (1978)